# Asun Casasola
Asun Casasola Pardo (Villamuriel de Cerrato, Palencia,1957) activista social contra la violencia de género y símbolo cívico contra de la violencia machista. Salta al ámbito público empujada por el asesinato de su hija Nagore Laffage Casasola en 2008. 

## Biografía
Asun Casasola Pardo nació en Villamuriel de Cerrato (Palencia) en 1957. Su madre, ama de casa, y su padre, jornalero, emigraron a Irún, Guipúzcoa cuando ella y su hermana tenían ocho y seis años respectivamente. Estudió Auxiliar Administrativo y Técnico de Comercio Exterior pero no llegó a ejercer.
El 7 de julio de 2008, su hija Nagore Laffage (20 años) es asesinada en Pamplona por José Diego Yllanes Vizcay durante los Sanfermines. A partir de ese momento desarrolla su militancia y activismo social en la denuncia pública contra la violencia machista, contra la sentencia del caso Laffage y en la formación a jóvenes en programas de sensibilización que realiza en centros escolares para contar su experiencia y prevenir la violencia machista: "Antes de irme de este mundo, (…) quiero irme sabiendo que llevamos un trabajo muy bien hecho y que estas ideas las vamos a expandir y vamos a dejar un mundo mucho mejor”.
Trabaja para modificar el Código Penal Español para que el consumo de alcohol deje de ser considerado un atenuante, como ocurrió en el juicio contra el asesino de su hija. Su propuesta recibió más de 150.000 firmas populares de apoyo.
Asun Casasola se ha convertido en un símbolo de resiliencia y de lucha por la libertad de las mujeres y el derecho a decir no.

“Luchar es la manera de mantener la dignidad y la memoria de mi hija, pero también de reivindicar la libertad de todas las mujeres de este país a decidir hacer con su cuerpo y su vida lo que quieran sin que ningún hombre mande sobre ellas y acabe violándolas o matándolas. Solo quiero que lo que le ocurrió a mi hija no le pase a ninguna más”.

En 2011, Helena Taberna dirige una película documental sobre el asesinato de Nagore Laffage cuyo título es “Nagore”. El documental cuenta con la participación de Asun Casasola, quien fue el hilo conductor del relato. Esta producción fue nominada a cinco premios Goya.

## Su hija, Nagore Laffage
Nagore Laffage nace en Irún en 1988. Estudia enfermería en Pamplona, donde conoce a José Diego Yllanes Vizcay, psiquiatra de 27 años que estaba haciendo el MIR en la Clínica Universitaria de Pamplona, donde ella se encontraba realizando prácticas. Ambos coincidieron la noche del 7 de julio, celebrando las fiestas de San Fermín. Tras un rato charlando, Nagore se despidió de sus amigas y acompañó a José Diego a su domicilio. Él intentó violarla y ante la resistencia de Nagore la golpeó violentamente. La autopsia reveló que Diego Yllanes le dio una brutal paliza a Nagore. Su cuerpo presentó 36 golpes: mandíbula rota, cráneo fracturado y murió, finalmente estrangulada.
El jurado popular que juzgó a José Diego Yllanes Vizcay consideró probada su culpabilidad pero no admitió la categoría de asesinato, sino homicidio (6 miembros del jurado lo consideraron asesinato y 3 homicidio, hacían falta 7). Fue condenado a doce años y medio de cárcel. El 3 de julio de 2017, poco antes de cumplirse el noveno aniversario de la muerte de Nagore, Yllanes consiguió que se le concediera el tercer grado penitenciario, trabaja de psiquiatra en un centro privado y solo vuelve a la cárcel para dormir y en 2020 podrá ejercer en la sanidad pública.

## Premios y reconocimientos
- Pancarta de Oro 2011 de la Peña Anaitasuna. Otorgado por combatir la violencia de género.[13]
- Premios Berdintasuna Lantzen otorgado por las Juventudes Socialistas de Euskadi JSE-Egaz.[14]
- Premio a la Igualdad otorgado por la Asociación Feminista del Bidasoa.[15] Por su “incansable defensa de la igualdad entre mujeres y hombres y su lucha contra la violencia machista"[16]
- Premio 2018 JSN de las Juventudes Socialista de Navarra  por “trabajar para mejorar la vida en sociedad y aportar su grano de arena para lograr una Navarra, y un Estado, mucho más igualitarios, libres y respetuosos”.[17]
- 2018 Elegida para dar el Pregón de fiestas de Irún porque: «Asun Casasola ha tenido la entereza y la dignidad de mantener vivo el recuerdo de su hija, de defenderla y sobre todo, de defender el derecho de las mujeres a decir no y a ser respetadas. La ciudad de Irun, que siempre ha demostrado un enorme cariño por Asun, no podía tener mejor persona que ella para leer el pregón y transmitir un mensaje de respeto y libertad»[18]
- 2019 Parque “Nagore Laffage Casasola” en Irún para perpetuar su recuerdo y homenajear a Asun Casasola: ”Admiramos su coraje, su capacidad para mantener vivo el receurdo de Nagore y para denunciar permanentemente, en todas partes y sin descanso, que nadie tiene el derecho de arrebatar la vida de una mujer porque ésta le diga que no”[19]

En 2014 se crea el concurso literario de relatos breves "Asun Casasola" que tiene como objetivo utilizar la literatura para promover y contribuir a crear vidas libres de violencia machista.